# Tipaza (provins)

Tipazas provins i Algeriet

Tipaza (arabiska: ولاية تيبازة) är en provins i norra Algeriet. Provinsen har 617 661 invånare (2008). Tipaza är huvudort.

## Administrativ indelning
Provinsen är indelad i 10 distrikt (daïras) och 28 kommuner (baladiyahs).